# Ceratosolen nanus
Ceratosolen nanus är en stekelart som beskrevs av Wiebes 1963. Ceratosolen nanus ingår i släktet Ceratosolen, och familjen fikonsteklar. Inga underarter finns listade.